# Gavião-bicolor
O gavião-andino ou gavião-bicolor(Spizaetus isidori) é uma espécie de ave de rapina da família Accipitridae. Geralmente é colocado no género monotípico Oroaetus. No entanto, testes genéticos recentes indicam que esta espécie está intimamente relacionada às espécies do género de águias nativas dos neotrópicos Spizaetus e, portanto, a espécie deve ser incluída também nesse género.
Pode ser encontrada principalmente na região dos andes, nos países; Argentina, Bolívia, Colômbia, Equador, Peru e Venezuela. Os seus habitats naturais são regiões subtropicais ou tropicais húmidas de alta altitude.